# Carl Friedrich Schwenke

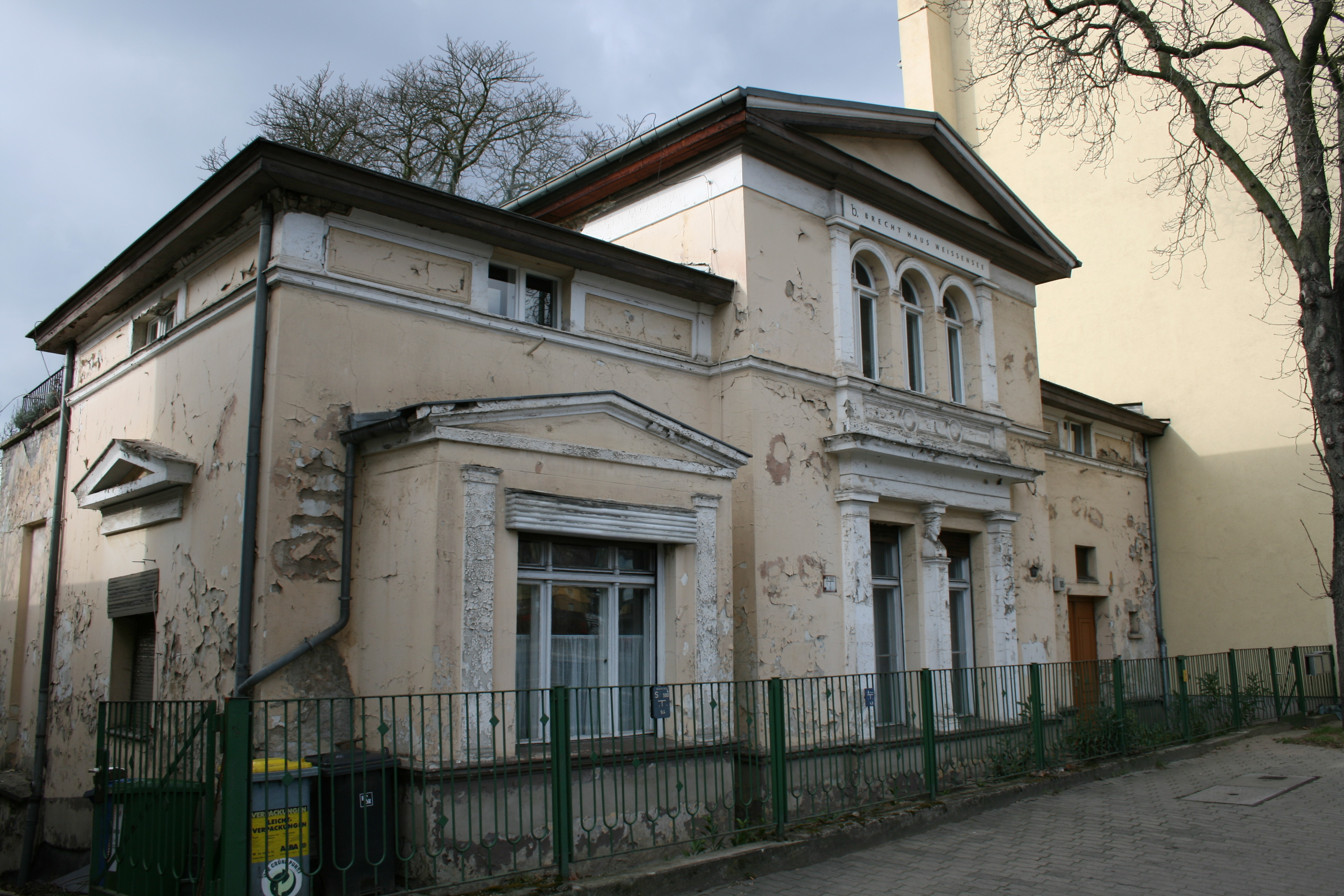
Brechthaus Berlin-Weißensee, 1874

Carl Friedrich Schwenke (meist Friedrich Schwenke; * 13. April 1840; † 17. Juli 1916) war ein deutscher Architekt und Professor in Berlin.

## Leben
Friedrich Schwenke war 1868 Mitglied des Architekten-Vereins zu Berlin. 1869 projektierte er ein Wohnhaus im ungarischen Szegedin. Danach lebte er wieder in Berlin. Um 1900 wurde er Professor wahrscheinlich an der Technischen Hochschule in Charlottenburg. Friedrich Schwenke lebte viele Jahre in der Königgrätzer Straße 98 in einem eigenen Wohnhaus.

## Werke (Auswahl)

### Architektur

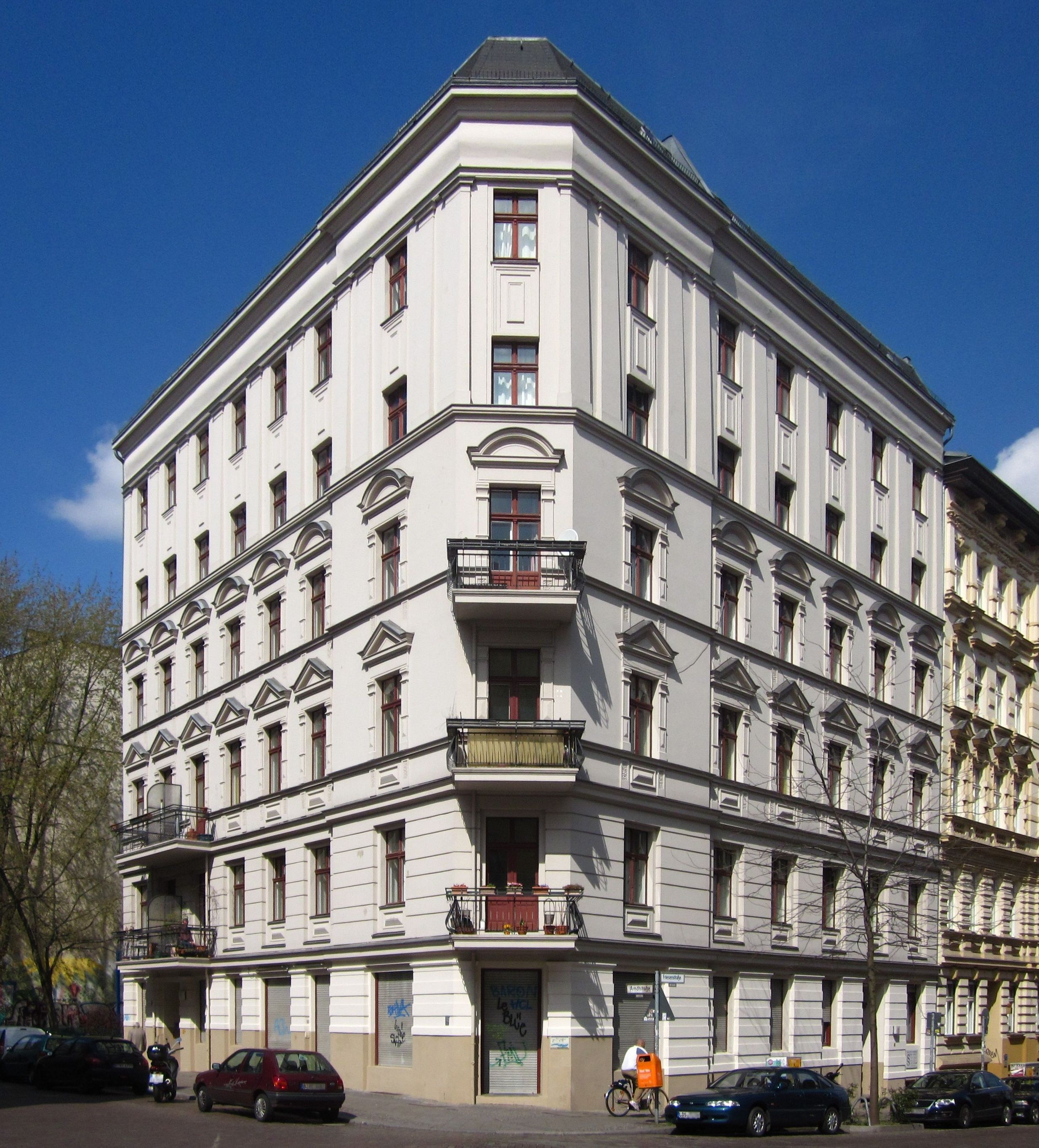
Arndtstraße 7/Friesenstraße 4 in Berlin-Kreuzberg, 1884

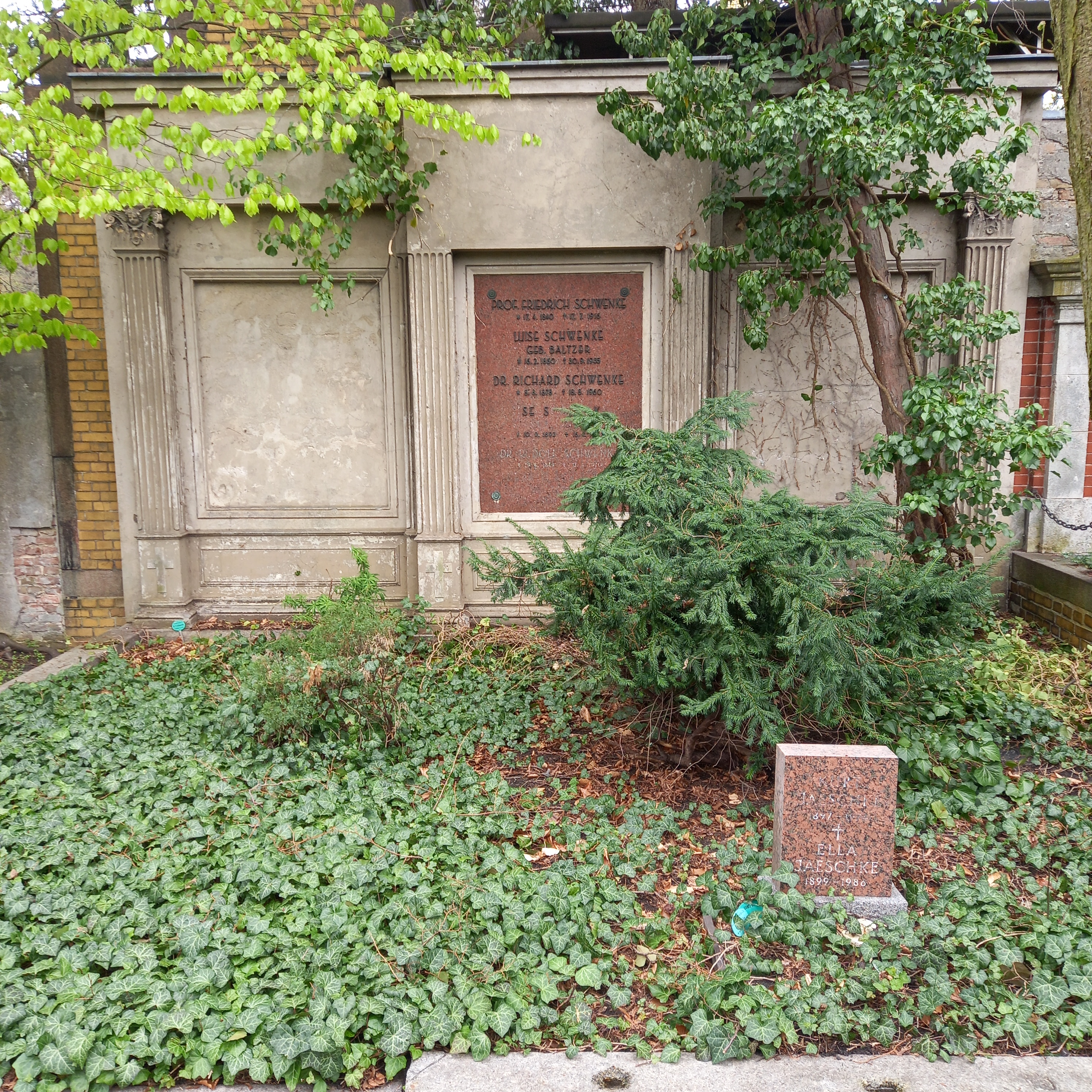
Das Grab von Friedrich Schwenke und seiner Ehefrau Luise geborene Baltzer auf dem evangelischen Dreifaltigkeitsfriedhof II in Berlin

Carl Friedrich Schwenke schuf Entwürfe für Gebäude vor allem in Berlin und Umgebung. Angegeben sind die Jahre des Baus, die Pläne wurden vorher angefertigt.
- 1869 Szegedin, Wohnhaus Entwurf, Ausführung nicht bekannt[3]
- 1874 Weißensee, Berliner Allee 185, Wohnhaus, 1949–1951 wohnten Bertolt Brecht und Helene Weigel hier, erhalten[4]
- 1884 Berlin-Kreuzberg, Arndtstraße 7/Friesenstraße 4, Wohnhaus, erhalten
- 1885 Berlin-Kreuzberg, Kochstraße 23, Verlagshaus Ullstein, 1944/45 zerstört[5]
- 1886 Berlin-Mitte, Friedrichstraße, Tuteur Haus, 1913 umfassend umgebaut[6]
- 1892 Berlin-Mitte, Charlottenstraße 10, Haus Ullstein (Buchdruckerei), wahrscheinlich nicht erhalten[7]
- 1915 Steglitz, Wasserturm, Entwurf, erhalten[8]

### Schriften
Friedrich Schwenke verfasste eine Schrift
- Ausgeführte Möbel und Zimmer-Einrichtung der Gegenwart, 2 Bände, 1881, 1884, mit vielen Abbildungen
  - Designs for decorative furniture and modern chamber-arrangement, London 1881, englische Ausgabe
  - Gründerzeit. Möbel und Zimmereinrichtung, Hannover 1985, 1999 Neuausgabe[9]
  - Ausgeführte Möbel und Zimmer-Einrichtung der Gegenwart, 2019, Neudruck